# Bezirksliga Oberschlesien West 1940/41
Die Bezirksliga Oberschlesien West 1940/41 (ab diesem Jahr 1. Klasse Oberschlesien West) diente, neben der Bezirksliga Niederschlesien 1940/41, der Bezirksliga Mittelschlesien 1940/41 und der Bezirksliga Oberschlesien Ost 1940/41 als eine von vier zweitklassigen Bezirksligen dem Unterbau der Gauliga Schlesien. Durch den völkerrechtswidrigen Gebietsgewinn im Rahmen des Überfalls auf Polen gab es immer mehr Vereine im nun vergrößerten Oberschlesien, so dass die ehemalige Bezirksliga Oberschlesien in dieser Saison in die Ligen Ost, für die neu hinzugekommenen Gebiete, und West, für die alten Gebiete, unterteilt wurden. Beide stellten einen extra Bezirksmeister für die Aufstiegsrunde zur Gauliga.
Die Bezirksliga Oberschlesien West wurde in dieser Saison in zwei Gruppen mit zehn, bzw. neun Mannschaften im Rundenturnier mit Hin- und Rückspiel ausgetragen. Die beiden Gruppensieger spielten in zwei Finalspielen den Bezirksmeister aus. Am Ende setzte sich der LSV Reinecke Brieg durch und qualifizierte sich dadurch für die Aufstiegsrunde zur Gauliga Schlesien 1941/42. Da beschlossen wurde, die Gauliga Schlesien zur nächsten Saison in die Gauliga Niederschlesien und die Gauliga Oberschlesien aufzuteilen, stiegen alle Mannschaften aus dieser Aufstiegsrunde auf. Zusätzlich durften der unterlegene Finalist dieser Bezirksmeisterschaft ebenfalls  aufsteigen.

## Abteilung 1

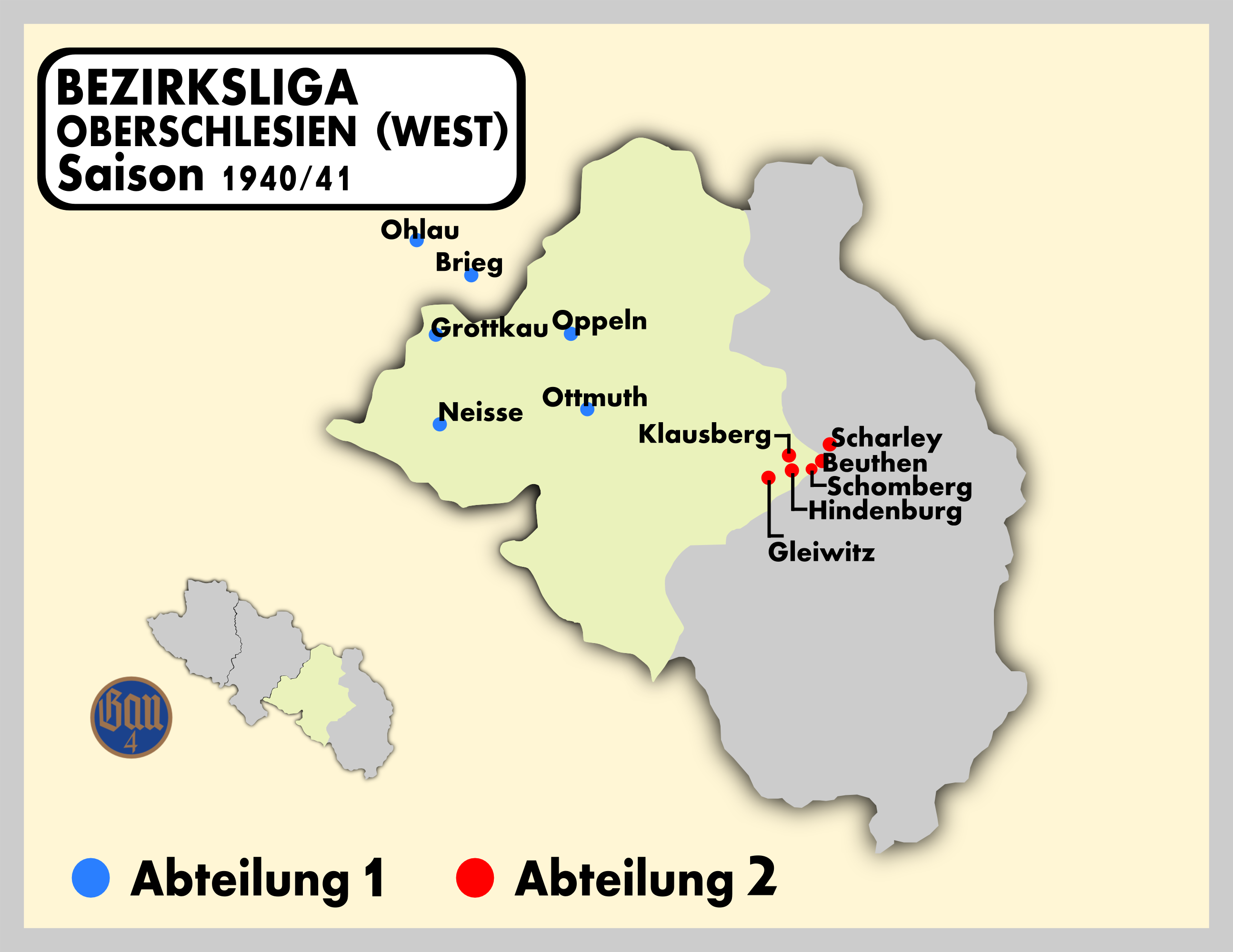
Spielorte der Bezirksliga Oberschlesien (West) 1940/41.

| Pl. | Verein                                 | Sp. | S  | U | N  | Tore    | Quote | Punkte |
| --- | -------------------------------------- | --- | -- | - | -- | ------- | ----- | ------ |
| 1.  | LSV Reinecke Brieg (N)                 | 16  | 15 | 1 | 0  | 091:210 | 4,33  | 31:10  |
| 2.  | LSVgg Grottkau (N)                     | 16  | 8  | 2 | 6  | 051:340 | 1,50  | 18:14  |
| 3.  | RSG Ohlau (N)                          | 16  | 8  | 2 | 6  | 035:410 | 0,85  | 18:14  |
| 4.  | Post SV Oppeln (N)                     | 16  | 8  | 1 | 7  | 043:390 | 1,10  | 17:15  |
| 5.  | Vereinigte Sportfreunde Preußen Neisse | 15  | 8  | 0 | 7  | 038:520 | 0,73  | 16:14  |
| 6.  | Vereinigte Oppelner Sportfreunde       | 13  | 4  | 3 | 6  | 024:310 | 0,77  | 11:15  |
| 7.  | SpVgg SSC Brieg                        | 15  | 4  | 3 | 8  | 026:400 | 0,65  | 11:19  |
| 8.  | WKG der BSG OTA AG Ottmuth             | 16  | 4  | 2 | 10 | 024:510 | 0,47  | 10:22  |
| 9.  | SC Brega 09 Brieg                      | 15  | 2  | 2 | 11 | 011:340 | 0,32  | 06:24  |
| 10. | RSG Neisse A                           | 0   | 0  | 0 | 0  | 000:000 | 1,00  | 0:0    |

| (N) | Aufsteiger aus den 1. Kreisklassen |

## Abteilung 2
| Pl. | Verein                     | Sp. | S  | U | N  | Tore    | Quote | Punkte |
| --- | -------------------------- | --- | -- | - | -- | ------- | ----- | ------ |
| 1.  | TuS Hindenburg 09          | 16  | 12 | 1 | 3  | 060:280 | 2,14  | 25:70  |
| 2.  | TuS Scharley (N)           | 16  | 11 | 1 | 4  | 046:270 | 1,70  | 23:90  |
| 3.  | SV Glückauf Beuthen        | 16  | 8  | 2 | 6  | 036:400 | 0,90  | 18:14  |
| 4.  | SV Schomberg (M)           | 16  | 7  | 3 | 6  | 036:290 | 1,24  | 17:15  |
| 5.  | RSG Beuthen                | 16  | 6  | 3 | 7  | 060:470 | 1,28  | 15:17  |
| 6.  | Sportfreunde Klausberg (A) | 16  | 6  | 3 | 7  | 029:460 | 0,63  | 15:17  |
| 7.  | VfR 1919 Gleiwitz          | 16  | 6  | 0 | 10 | 027:490 | 0,55  | 12:20  |
| 8.  | 1. FC Hindenburg (N)       | 16  | 4  | 3 | 9  | 026:410 | 0,63  | 11:21  |
| 9.  | Reichsbahn SG Gleiwitz (A) | 16  | 3  | 2 | 11 | 037:500 | 0,74  | 08:24  |

| (M) | Vorjahresmeister                |
| (A) | Absteiger aus der Gauliga       |
| (N) | Aufsteiger aus den Kreisklassen |

## Finale Meisterschaft Bezirksliga
Im Finale um die Meisterschaft in der Bezirksliga trafen der Sieger der Abteilung 2, TuS Hindenburg 09, und der Sieger der Abteilung 1, LSV Reinecke Brieg, aufeinander. Das Hinspiel fand am 4. Mai 1941 in Hindenburg, das Rückspiel am 11. Mai 1941 in Brieg statt. Brieg konnte sich durchsetzten und nahm als oberschlesischer Vertreter an der Aufstiegsrunde zur Gauliga Schlesien 1941/42 teil, bei der alle teilnehmenden Mannschaften den Aufstieg erreichten. Brieg stieg jedoch durch seine regionale Lage in die Gauliga Niederschlesien 1941/42 auf. Durch die Aufsplittung der Gauliga Schlesien in die Ligen Niederschlesien und Oberschlesien durfte Hindenburg, als unterlegener Finalist, in die Gauliga Oberschlesien 1941/42 aufsteigen.
|                   | Gesamt |                    | Hinspiel | Rückspiel |
| ----------------- | ------ | ------------------ | -------- | --------- |
| TuS Hindenburg 09 | 02:10  | LSV Reinecke Brieg | 2:5      | 0:5       |